# فراوانی عنصرهای شیمیایی در پوسته زمین

فراوانی عناصر در پوسته زمین برحسب عدد اتمی.

فراوانی عنصرهای شیمیایی در پوسته زمین در جدول زیر به صورت برآورد فراوانی هر عنصر شیمیایی بر حسب درصد یا بخش در میلیون (ppm) بر پایه جرم نشان داده شده‌است (هر ۱۰٬۰۰۰ ppm برابر با ۱٪ است).
نمودار زیر، فراوانی نسبی عنصرهای شیمیایی را در پوسته زمین (که برای اندازه‌گیری و تخمین، در دسترس‌تر است) نشان می‌دهد. عناصر موجود در پوسته زمین را می‌توان بر اساس فراوانی آنها یا کاربردشان در دسته‌هایی تقسیم‌بندی کرد:
1. عنصرهای شکل‌دهنده سنگ‌ها (عنصرهای اصلی در محدوده سبز و عنصرهای فرعی در محدوده سبز کمرنگ)
2. عنصرهای خاکی کمیاب (اسکاندیم، ایتریم و لانتانیدها با متن آبی)
3. فلزهای صنعتی اصلی (تولید بیش از ۳۰هزار تن در سال با متن قرمز)
4. فلزات گرانبها (با متن بنفش)
5. کمیاب‌ترین فلزات (شش عنصر گروه پلاتین، طلا، رنیم و تلوریم در محدوده زرد)

چند شکست در نمودار وجود دارد. عنصرهای تکنسیم و پرومتیم هیچ ایزوتوپ پایدار یا با نیم‌عمر بالایی ندارند و تنها به صورت بسیار ناچیزی به عنوان محصول واپاشی عنصرهای سنگین‌تر قابل ردیابی هستند. افزون بر این، گازهای نجیب هیچ پیوند شیمیایی در پوسته زمین تشکیل نمی‌دهند و تنها بر اثر واپاشی عنصرهای سنگین‌تر پدید می‌آیند. به همین دلیل، تنها در کمیت‌های بسیار ناچیز در پوسته زمین مشاهده می‌شوند. دوازده عنصر بسیار پرتوزا که در طبیعت بسیار ناچیز هستند (شامل پولونیم، استاتین، فرانسیم، رادیم، اکتینیم، پروتاکتینیم، نپتونیوم، پلوتونیم، امریسیم، کوریم، برکلیم و کالیفرنیم) نیز در نظر گرفته نمی‌شوند. زیرا با این که در آغاز تشکیل زمین وجود داشتند، ولی به دلیل پرتوزا بودن به تدریج واپاشی شدند و در حال حاضر، تنها در کمیت‌های ناچیز بر اثر واپاشی اورانیوم و توریم پدید می‌آیند.
اکسیژن و سیلیسیم فراوان‌ترین عناصر در پوسته زمین هستند. ترکیب این دو عنصر، کانی‌های سیلیکاتی را که بخش قابل توجهی از سنگ‌ها را شامل می‌شوند، به وجود می‌آورد.
| رتبه | عدد اتمی، عنصر و نماد | عدد اتمی، عنصر و نماد | عدد اتمی، عنصر و نماد | فراوانی در پوسته زمین (ppm) بر پایه منبع | فراوانی در پوسته زمین (ppm) بر پایه منبع | فراوانی در پوسته زمین (ppm) بر پایه منبع | فراوانی در پوسته زمین (ppm) بر پایه منبع | فراوانی در پوسته زمین (ppm) بر پایه منبع | تولید سالانه  |
|      |                       |                       |                       | دارلینگ                                  | باربالاس                                 | وب‌المنتس                                 | علم و فناوری اسرائیل                     | آزمایشگاه جفرسون                         | (۲۰۱۶, تن)    |
| ---- | --------------------- | --------------------- | --------------------- | ---------------------------------------- | ---------------------------------------- | ---------------------------------------- | ---------------------------------------- | ---------------------------------------- | ------------- |
| ۱    | ۸                     | اکسیژن                | O                     | ۴۶۶٬۰۰۰                                  | ۴۷۴٬۰۰۰                                  | ۴۶۰٬۰۰۰                                  | ۴۶۷٬۱۰۰                                  | ۴۶۱٬۰۰۰                                  |               |
| ۲    | ۱۴                    | سیلیسیم               | Si                    | ۲۷۷٬۲۰۰                                  | ۲۷۷٬۱۰۰                                  | ۲۷۰٬۰۰۰                                  | ۲۷۶٬۹۰۰                                  | ۲۸۲٬۰۰۰                                  | ۷٬۲۰۰٬۰۰۰     |
| ۳    | ۱۳                    | آلومینیم              | Al                    | ۸۱٬۳۰۰                                   | ۸۲٬۰۰۰                                   | ۸۲٬۰۰۰                                   | ۸۰٬۷۰۰                                   | ۸۲٬۳۰۰                                   | ۵۷٬۶۰۰٬۰۰۰    |
| ۴    | ۲۶                    | آهن                   | Fe                    | ۵۰٬۰۰۰                                   | ۴۱٬۰۰۰                                   | ۶۳٬۰۰۰                                   | ۵۰٬۵۰۰                                   | ۵۶٬۳۰۰                                   | ۱٬۱۵۰٬۰۰۰٬۰۰۰ |
| ۵    | ۲۰                    | کلسیم                 | Ca                    | ۳۶٬۳۰۰                                   | ۴۱٬۰۰۰                                   | ۵۰٬۰۰۰                                   | ۳۶٬۵۰۰                                   | ۴۱٬۵۰۰                                   |               |
| ۶    | ۱۱                    | سدیم                  | Na                    | ۲۸٬۳۰۰                                   | ۲۳٬۰۰۰                                   | ۲۳٬۰۰۰                                   | ۲۷٬۵۰۰                                   | ۲۳٬۶۰۰                                   | ۲۵۵٬۰۰۰٬۰۰۰   |
| ۷    | ۱۹                    | پتاسیم                | K                     | ۲۵٬۹۰۰                                   | ۲۱٬۰۰۰                                   | ۱۵٬۰۰۰                                   | ۲۵٬۸۰۰                                   | ۲۰٬۹۰۰                                   |               |
| ۸    | ۱۲                    | منیزیم                | Mg                    | ۲۰٬۹۰۰                                   | ۲۳٬۰۰۰                                   | ۲۹٬۰۰۰                                   | ۲۰٬۸۰۰                                   | ۲۳٬۳۰۰                                   | ۱٬۰۱۰٬۰۰۰     |
| ۹    | ۲۲                    | تیتانیم               | Ti                    | ۴٬۴۰۰                                    | ۵٬۶۰۰                                    | ۶٬۶۰۰                                    | ۶٬۲۰۰                                    | ۵٬۶۰۰                                    | ۶٬۶۰۰٬۰۰۰     |
| ۱۰   | ۱                     | هیدروژن               | H                     | ۱٬۴۰۰                                    |                                          | ۱٬۵۰۰                                    | ۱٬۴۰۰                                    | ۱٬۴۰۰                                    |               |
| ۱۱   | ۱۵                    | فسفر                  | P                     | ۱٬۲۰۰                                    | ۱٬۰۰۰                                    | ۱٬۰۰۰                                    | ۱٬۳۰۰                                    | ۱٬۰۵۰                                    |               |
| ۱۲   | ۲۵                    | منگنز                 | Mn                    | ۱٬۰۰۰                                    | ۹۵۰                                      | ۱٬۱۰۰                                    | ۹۰۰                                      | ۹۵۰                                      | ۱۶٬۰۰۰٬۰۰۰    |
| ۱۳   | ۹                     | فلوئور                | F                     | ۸۰۰                                      | ۹۵۰                                      | ۵۴۰                                      | ۲۹۰                                      | ۵۸۵                                      |               |
| ۱۴   | ۵۶                    | باریم                 | Ba                    | ۵۰۰                                      | ۳۴۰                                      | ۳۴۰                                      | ۵۰۰                                      | ۴۲۵                                      |               |
| ۱۵   | ۶                     | کربن                  | C                     | ۳۰۰                                      | ۴۸۰                                      | ۱٬۸۰۰                                    | ۹۴۰                                      | ۲۰۰                                      |               |
| ۱۶   | ۳۸                    | استرانسیم             | Sr                    |                                          | ۳۷۰                                      | ۳۶۰                                      |                                          | ۳۷۰                                      | ۳۵۰٬۰۰۰       |
| ۱۷   | ۱۶                    | گوگرد                 | S                     | ۵۰۰                                      | ۲۶۰                                      | ۴۲۰                                      | ۵۲۰                                      | ۳۵۰                                      | ۶۹٬۳۰۰٬۰۰۰    |
| ۱۸   | ۴۰                    | زیرکونیم              | Zr                    |                                          | ۱۹۰                                      | ۱۳۰                                      | ۲۵۰                                      | ۱۶۵                                      | ۱٬۴۶۰٬۰۰۰     |
| ۱۹   | ۷۴                    | تنگستن                | W                     |                                          | ۱۶۰٫۶                                    | ۱٫۱                                      |                                          | ۱٫۲۵                                     | ۸۶٬۴۰۰        |
| ۲۰   | ۲۳                    | وانادیم               | V                     | ۱۰۰                                      | ۱۶۰                                      | ۱۹۰                                      |                                          | ۱۲۰                                      | ۷۶٬۰۰۰        |
| ۲۱   | ۱۷                    | کلر                   | Cl                    | ۵۰۰                                      | ۱۳۰                                      | ۱۷۰                                      | ۴۵۰                                      | ۱۴۵                                      |               |
| ۲۲   | ۲۴                    | کروم                  | Cr                    | ۱۰۰                                      | ۱۰۰                                      | ۱۴۰                                      | ۳۵۰                                      | ۱۰۲                                      | ۲۶٬۰۰۰٬۰۰۰    |
| ۲۳   | ۳۷                    | روبیدیم               | Rb                    | ۳۰۰                                      | ۹۰                                       | ۶۰                                       |                                          | ۹۰                                       |               |
| ۲۴   | ۲۸                    | نیکل                  | Ni                    |                                          | ۸۰                                       | ۹۰                                       | ۱۹۰                                      | ۸۴                                       | ۲٬۲۵۰٬۰۰۰     |
| ۲۵   | ۳۰                    | روی                   | Zn                    |                                          | ۷۵                                       | ۷۹                                       |                                          | ۷۰                                       | ۱۱٬۹۰۰٬۰۰۰    |
| ۲۶   | ۲۹                    | مس                    | Cu                    | ۱۰۰                                      | ۵۰                                       | ۶۸                                       |                                          | ۶۰                                       | ۱۹٬۴۰۰٬۰۰۰    |
| ۲۷   | ۵۸                    | سریم                  | Ce                    |                                          | ۶۸                                       | ۶۰                                       |                                          | ۶۶٫۵                                     |               |
| ۲۸   | ۶۰                    | نئودیمیم              | Nd                    |                                          | ۳۸                                       | ۳۳                                       |                                          | ۴۱٫۵                                     |               |
| ۲۹   | ۵۷                    | لانتان                | La                    |                                          | ۳۲                                       | ۳۴                                       |                                          | ۳۹                                       |               |
| ۳۰   | ۳۹                    | ایتریم                | Y                     |                                          | ۳۰                                       | ۲۹                                       |                                          | ۳۳                                       | ۶٬۰۰۰         |
| ۳۱   | ۷                     | نیتروژن               | N                     | ۵۰                                       | ۲۵                                       | ۲۰                                       |                                          | ۱۹                                       | ۱۴۰٬۰۰۰٬۰۰۰   |
| ۳۲   | ۲۷                    | کبالت                 | Co                    |                                          | ۲۰                                       | ۳۰                                       |                                          | ۲۵                                       | ۱۲۳٬۰۰۰       |
| ۳۳   | ۳                     | لیتیم                 | Li                    |                                          | ۲۰                                       | ۱۷                                       |                                          | ۲۰                                       | ۳۵٬۰۰۰        |
| ۳۴   | ۴۱                    | نیوبیم                | Nb                    |                                          | ۲۰                                       | ۱۷                                       |                                          | ۲۰                                       | ۶۴٬۰۰۰        |
| ۳۵   | ۳۱                    | گالیم                 | Ga                    |                                          | ۱۸                                       | ۱۹                                       |                                          | ۱۹                                       |               |
| ۳۶   | ۲۱                    | اسکاندیم              | Sc                    |                                          | ۱۶                                       | ۲۶                                       |                                          | ۲۲                                       |               |
| ۳۷   | ۸۲                    | سرب                   | Pb                    |                                          | ۱۴                                       | ۱۰                                       |                                          | ۱۴                                       | ۴٬۸۲۰٬۰۰۰     |
| ۳۸   | ۶۲                    | ساماریم               | Sm                    |                                          | ۷٫۹                                      | ۶                                        |                                          | ۷٫۰۵                                     |               |
| ۳۹   | ۹۰                    | توریم                 | Th                    |                                          | ۱۲                                       | ۶                                        |                                          | ۹٫۶                                      |               |
| ۴۰   | ۵۹                    | پرازئودیمیم           | Pr                    |                                          | ۹٫۵                                      | ۸٫۷                                      |                                          | ۹٫۲                                      |               |
| ۴۱   | ۵                     | بور                   | B                     |                                          | ۹۵۰                                      | ۸٫۷                                      |                                          | ۱۰                                       | ۹٬۴۰۰٬۰۰۰     |
| ۴۲   | ۶۴                    | گادولینیم             | Gd                    |                                          | ۷٫۷                                      | ۵٫۲                                      |                                          | ۶٫۲                                      |               |
| ۴۳   | ۶۶                    | دیسپروزیم             | Dy                    |                                          | ۶                                        | ۶٫۲                                      |                                          | ۵٫۲                                      |               |
| ۴۴   | ۷۲                    | هافنیم                | Hf                    |                                          | ۵٫۳                                      | ۳٫۳                                      |                                          | ۳٫۰                                      |               |
| ۴۵   | ۶۸                    | اربیم                 | Er                    |                                          | ۳٫۸                                      | ۳٫۰                                      |                                          | ۳٫۵                                      |               |
| ۴۶   | ۷۰                    | ایتربیم               | Yb                    |                                          | ۳٫۳                                      | ۲٫۸                                      |                                          | ۳٫۲                                      |               |
| ۴۷   | ۵۵                    | سزیم                  | Cs                    |                                          | ۳                                        | ۱٫۹                                      |                                          | ۳                                        |               |
| ۴۸   | ۴                     | بریلیم                | Be                    |                                          | ۲٫۶                                      | ۱٫۹                                      |                                          | ۲٫۸                                      | ۲۲۰           |
| ۴۹   | ۵۰                    | قلع                   | Sn                    | ۰                                        | ۲٫۲                                      | ۲٫۲                                      |                                          | ۲٫۳                                      | ۲۸۰٬۰۰۰       |
| ۵۰   | ۶۳                    | یوروپیم               | Eu                    |                                          | ۲٫۱                                      | ۱٫۸                                      |                                          | ۲٫۰                                      |               |
| ۵۱   | ۹۲                    | اورانیوم              | U                     |                                          | ۰                                        | ۱٫۸                                      |                                          | ۲٫۷                                      | ۷۴٬۱۱۹        |
| ۵۲   | ۷۳                    | تانتال                | Ta                    |                                          | ۲                                        | ۱٫۷                                      |                                          | ۲٫۰                                      | ۱٬۱۰۰         |
| ۵۳   | ۳۲                    | ژرمانیم               | Ge                    |                                          | ۱٫۸                                      | ۱٫۴                                      |                                          | ۱٫۵                                      | ۱۵۵           |
| ۵۴   | ۴۲                    | مولیبدن               | Mo                    |                                          | ۱٫۵                                      | ۱٫۱                                      |                                          | ۱٫۲                                      | ۲۲۷٬۰۰۰       |
| ۵۵   | ۳۳                    | آرسنیک                | As                    |                                          | ۱٫۵                                      | ۲٫۱                                      |                                          | ۱٫۸                                      | ۳۶٬۵۰۰        |
| ۵۶   | ۶۷                    | هولمیم                | Ho                    |                                          | ۱٫۴                                      | ۱٫۲                                      |                                          | ۱٫۳                                      |               |
| ۵۷   | ۶۵                    | تربیم                 | Tb                    |                                          | ۱٫۱                                      | ۰٫۹۴                                     |                                          | ۱٫۲                                      |               |
| ۵۸   | ۶۹                    | تولیم                 | Tm                    |                                          | ۰٫۴۸                                     | ۰٫۴۵                                     |                                          | ۰٫۵۲                                     |               |
| ۵۹   | ۳۵                    | برم                   | Br                    |                                          | ۰٫۳۷                                     | ۳                                        |                                          | ۲٫۴                                      | ۳۹۱٬۰۰۰       |
| ۶۰   | ۸۱                    | تالیم                 | Tl                    |                                          | ۰٫۶                                      | ۰٫۵۳۰                                    |                                          | ۰٫۸۵۰                                    | ۱۰            |
| ۶۱   | ۷۱                    | لوتتیم                | Lu                    |                                          |                                          |                                          |                                          | ۰٫۵                                      |               |
| ۶۲   | ۵۱                    | آنتیموان              | Sb                    |                                          | ۰٫۲                                      | ۰٫۲                                      |                                          | ۰٫۲                                      | ۱۳۰٬۰۰۰       |
| ۶۳   | ۵۳                    | ید                    | I                     |                                          | ۰٫۱۴                                     | ۰٫۴۹۰                                    |                                          | ۰٫۴۵۰                                    | ۳۱٬۶۰۰        |
| ۶۴   | ۴۸                    | کادمیم                | Cd                    |                                          | ۰٫۱۱                                     | ۰٫۱۵                                     |                                          | ۰٫۱۵                                     | ۲۳٬۰۰۰        |
| ۶۵   | ۴۷                    | نقره                  | Ag                    |                                          | ۰٫۰۷۰                                    | ۰٫۰۸۰                                    |                                          | ۰٫۰۷۵                                    | ۲۷٬۰۰۰        |
| ۶۶   | ۸۰                    | جیوه                  | Hg                    |                                          | ۰٫۰۵                                     | ۰٫۰۶۷                                    |                                          | ۰٫۰۸۵                                    | ۴٬۵۰۰         |
| ۶۷   | ۳۴                    | سلنیم                 | Se                    |                                          | ۰٫۰۵                                     | ۰٫۰۵                                     |                                          | ۰٫۰۵                                     | ۲٬۲۰۰         |
| ۶۸   | ۴۹                    | ایندیم                | In                    |                                          | ۰٫۰۴۹                                    | ۰٫۱۶۰                                    |                                          | ۰٫۲۵۰                                    | ۶۵۵           |
| ۶۹   | ۸۳                    | بیسموت                | Bi                    |                                          | ۰٫۰۴۸                                    | ۰٫۰۲۵                                    |                                          | ۰٫۰۰۸۵                                   | ۱۰٬۲۰۰        |
| ۷۰   | ۵۲                    | تلوریم                | Te                    |                                          | ۰٫۰۰۵                                    | ۰٫۰۰۱                                    |                                          | ۰٫۰۰۱                                    | ۲٬۲۰۰         |
| ۷۱   | ۷۸                    | پلاتین                | Pt                    |                                          | ۰٫۰۰۳                                    | ۰٫۰۰۳۷                                   |                                          | ۰٫۰۰۵                                    | ۱۷۲           |
| ۷۲   | ۷۹                    | طلا                   | Au                    |                                          | ۰٫۰۰۱۱                                   | ۰٫۰۰۳۱                                   |                                          | ۰٫۰۰۴                                    | ۳٬۱۰۰         |
| ۷۳   | ۴۴                    | روتنیم                | Ru                    |                                          | ۰٫۰۰۱                                    | ۰٫۰۰۱                                    |                                          | ۰٫۰۰۱                                    |               |
| ۷۴   | ۴۶                    | پالادیم               | Pd                    |                                          | ۰٫۰۰۰۶                                   | ۰٫۰۰۶۳                                   |                                          | ۰٫۰۱۵                                    | ۲۰۸           |
| ۷۵   | ۷۵                    | رنیوم                 | Re                    |                                          | ۰٫۰۰۰۴                                   | ۰٫۰۰۲۶                                   |                                          | ۰٫۰۰۰۷                                   | ۴۷٫۲          |
| ۷۶   | ۷۷                    | ایریدیم               | Ir                    |                                          | ۰٫۰۰۰۳                                   | ۰٫۰۰۰۴                                   |                                          | ۰٫۰۰۱                                    |               |
| ۷۷   | ۴۵                    | رودیم                 | Rh                    |                                          | ۰٫۰۰۰۲                                   | ۰٫۰۰۰۷                                   |                                          | ۰٫۰۰۱                                    |               |
| ۷۸   | ۷۶                    | اسمیم                 | Os                    |                                          | ۰٫۰۰۰۱                                   | ۰٫۰۰۱۸                                   |                                          | ۰٫۰۰۱۵                                   |               |